# تاريخ غوا
يعود تاريخ غوا إلى عصور ما قبل التاريخ، على الرغم من أن حالة غوا الحالية لم تتأسس إلا مؤخرًا في عام 1987.  بغض النظر عن كونها أصغر ولاية في الهند من حيث المساحة، فإن تاريخ غوا طويل ومتنوع. يتشابه تاريخ غوا مع التاريخ الهندي، لا سيما فيما يتعلق بالتأثيرات الاستعمارية والجمالية تعدد الثقافات.
تُظهر النقوش الصخرية الأسغاليمالية، التي تنتمي إلى فترات العصر الحجري القديم أو العصر الحجري المتوسط، بعضًا من أقدم آثار الاستيطان البشري في الهند. حكمت إمبراطوريتا موريان وساتافانا غوا الحديثة خلال العصر الحديدي.
خلال القرون الوسطى، حكمت غوا مملكة كادامبا وإمبراطورية فيجاياناجارا وسلطنة بهماني وسلطنة بيجابور.
حكمت غوا سلالة كادامبا من القرن الثاني الملادي إلى عام 1312 الميلادي، كما حكمها المسلمون من ديكان خلال الفترة من 1312 إلى 1367. وتم توسيع المدينة من قبل مملكة فيجاياناغرا الهندية، وفتحتها سلطنة بهماني، والتي أسست غوا القديمة على الجزيرة عام 1440.
غزا البرتغاليون غوا عام 1510 وهزموا بيجابور سلطنة. واستمر الحكم البرتغالي لنحو 450 عامًا، وأثر بشكل كبير على ثقافة الغواوين والمطبخ والهندسة المعمارية.
في عام 1961، سيطرت الهند على غوا بعد معركة استمرت 36 ساعة ودمجتها في الهند. وقد تم دمج منطقة غوا ضمن غوا ودامان وديو، والتي تضمنت إقليم دامون في شمال منطقة كونكان. في عام 1987، بعد إثارة اللغة الكونكانية، تم منح غوا إقامة دولة. تتمتع غوا بواحد من أعلى نصيب الفرد من الناتج المحلي الإجمالي ومؤشر التنمية البشرية بين الولايات الهندية.

## التاريخ القديم
هناك أدلة تد على أن الأصول التكتونية لغوا يعود تاريخها إلى 10,000 قبل الميلاد.  وم ذلك، فإن الأدلة على الاحتلال البشري لغوا تعود على الأقل إلى العصر الحجري القديم السفلي، المشار إليه من خلال الاكتشافات الأثرية للأسقف الأشولية في حوض ماندوفي - زواري .  إلا أن الأدلة التي تشير إلى الأساس القديم للمنطقة تحجبها أسطورة إنشاء غوا من قبل الحكيم الهندوسي باراشوراما. 

### أصول جيولوجية
يبدو أن بعض أجزاء غوا الحالية قد تم رفعها من البحر بسبب حركة الصفائح التكتونية الجيولوجية. وهناك أدلة تدعم هذه النظرية كما يتضح من وجود الحفريات البحرية، والأصداف البحرية المدفونة، وخصائص أخرى للتضاريس التي تم تحصيلها في الحزام الساحلي.  وقد تم العثور على فروع متحجرة في وقت لاحق في العديد من القرى على سفح جبل ساهيادري التي يعود تاريخها إلى أكثر من 10,000 قبل الميلاد. وعلى هذا استنتج الجيولوجيون أن غوا ارتفعت من قاع البحر نتيجة للحركات التكتونية العنيفة. عند انخفاض كثافة السكان في العصر البليستوسيني الأخير حوالي 10,000 قبل الميلاد، تم رفع قاع هضبة دكن إلى أعلى، وخرج من مياه البحر بواسطة الحركات التكتونية، وشكلت الساحل الغربي للهند، والذي تعد غوا جزء منه. 

## عصور ما قبل التاريخ

### العصر الحجري القديم والعصر الميزوليتي
حتى عام 1993، كان وجود البشر في غوا خلال العصر الحجري القديم والعصر الحجري محل نقاش كبير. إن اكتشاف النقوش الفنية الصخرية على منصات اللاتيريت وصخور الجرانيت من أوسغاليمال على ضفاف نهر كوشافاتي المتدفق غربًا، قد سلط الضوء على عصور ما قبل التاريخ في غوا.  يحتوي الملجأ الصخري في أوسغاليمال على مساحة تسع لـ 25 إلى 30 شخصًا، والتيار الدائم في المنطقة المجاورة والذي ربما خدم الإنسان في العصر الحجري كمصدر للمياه لعدة قرون.  تم العثور على شخصية مجسمة للإلهة الأم والأشكال التي تشبه الزخارف الشبيهة بالأشجار.  وتم اكتشاف هذا الموقع من قبل الدكتور ب. شيروداكار. أدى استكشاف العديد من المواقع الميزوليتية لحوض مادوفي - زواري، في مواقع أخرى مثل كيري و ثين وأنجونا وموكزيم وكازور في كوبيم وفيردي، إلى اكتشاف العديد من الكاشطات والنقاط والتجويفات والمخاريط، إلخ. تم العثور على فأس يدوية أيضًا في أوسغاليمال.  تم العثور على المزيد من المروحيات أحادية الوجه على حصاة مسطحة من الكوارتزيت من تكتل حصوي في شيغون على نهر دودسغار .  قام شيروداكار بدراسة تفصيلية للنقوش الصخرية وقام بتأريخها بالعصر الحجري القديم الأعلى ومراحل الميزوليتي، أو إلى 20,000 - 30,000 قبل الميلاد.  كما أظهرت هذه الاكتشافات بأن المنطقة كان تعيش بها مجموعة من الصيادين قبل ظهور الزراعة. يمكن رؤية أدلة على وجود كهف من العصر الحجري القديم في دابوليم، وأدكون، وشيغون، وفتوربا، وأرلي وغيرها من الأماكن. وطرحت الصعوبة في تأريخ الكربون لمركبات صخور اللاتريت مشكلة في تحديد الفترة الزمنية الدقيقة. 

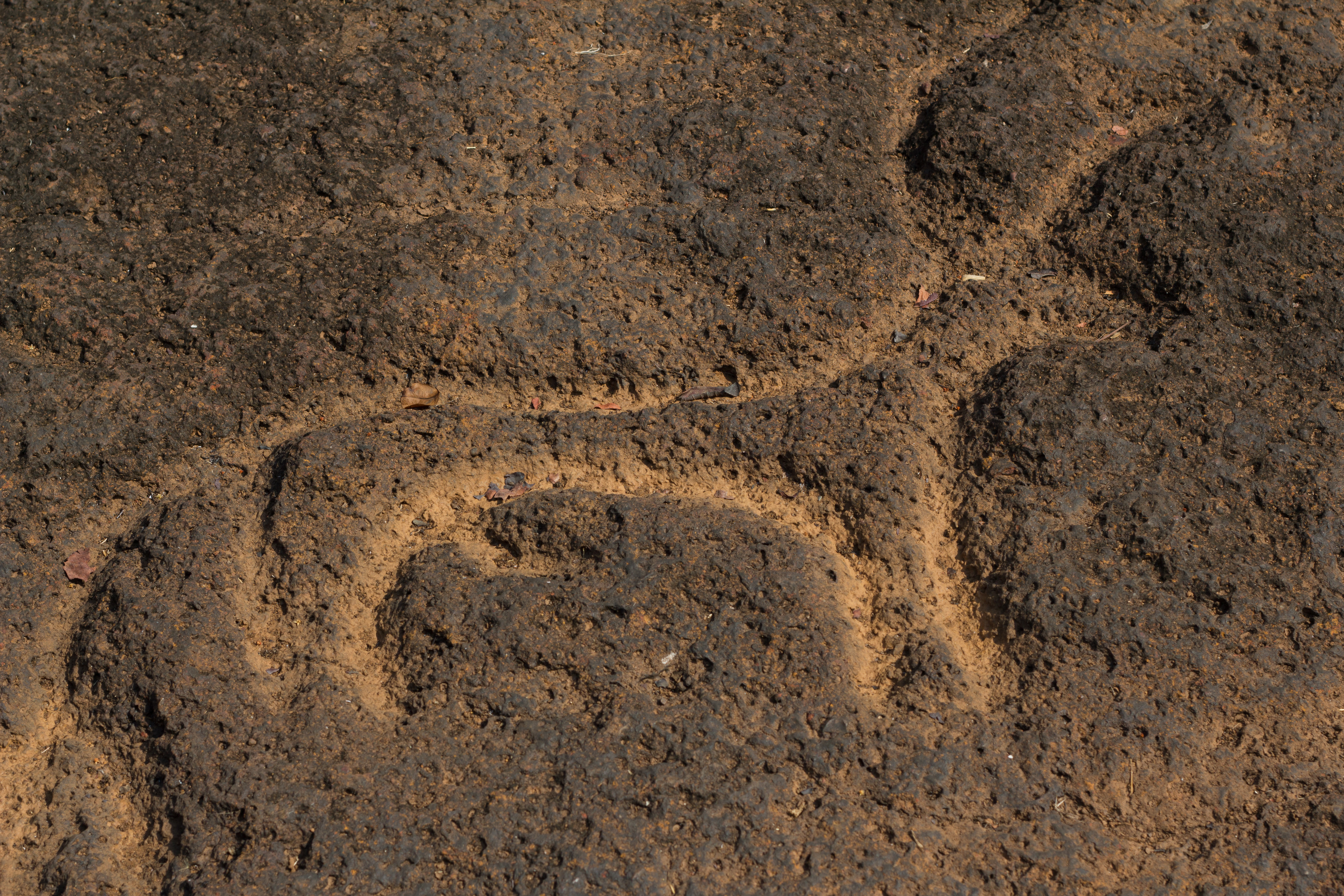
أحد النقوش الصخرية أوسغاليمال، التي تنتمي إلى العصر الحجري القديم أو العصر الحجري الوسيط الأعلى. هذه بعض من أقدم آثار الاستيطان البشري في الهند.

### حركة الاستقلال
عندما أصبحت الهند مستقلة في عام 1947، ظلت غوا تحت السيطرة البرتغالية. طالبت حكومة جواهر لال نهرو الهندية بتسليم غوا، إلى جانب عدد قليل من الأقاليم البرتغالية الصغيرة الأخرى، إلى الهند. ومع ذلك، رفضت البرتغال لأن غوا كانت جزءًا لا يتجزأ من البرتغال منذ عام 1510. على نقيض ذلك، استسلمت فرنسا، التي كان لديها أيضًا أقاليم صغيرة في الهند (أبرزها بودوتشيري )، جميع المناطق الهندية بسرعة نسبيًا.  